# Sant'Eulalia (Borso del Grappa)
Sant'Eulalia (Sant'Iaria in veneto) è una frazione del comune italiano di Borso del Grappa, in provincia di Treviso.

## Geografia fisica
Occupa l'area orientale del territorio di Borso, collocandosi a est del capoluogo comunale e a ovest di Crespano del Grappa. È dominata a settentrione dal massiccio del Grappa, ma la zona è per il resto pianeggiante, sebbene presenti pendenze piuttosto marcate specialmente spostandosi verso nord.

## Storia
Le origini di Sant'Eulalia sono antichissime: ospitò degli insediamenti sin dai tempi degli Antichi Veneti, come dimostrano i reperti rinvenuti, in particolare, durante la costruzione del campanile (tra questi, un'urna cineraria collocabile nell'età del ferro).
L'abitato attraversò poi l'epoca romana come parte del pagus Misquilensis e nel periodo paleocristiano assunse grande importanza in quanto, verosimilmente da evangelizzatori provenienti da Padova, vi fu fondata la pieve di San Cassiano, la più antica della pedemontana tra Brenta e Piave e matrice di tutte le chiese vicine. Di poco posteriore è l'origine del toponimo: si lega alla martire Eulalia di Mérida il cui culto si diffuse tra il 402 (spostamento della capitale dell'Impero romano d'Occidente) e il 568 (invasione longobarda), durante la predominanza politica di Ravenna.
I primi riferimenti scritti, tuttavia, risalgono al XII secolo. In questo periodo a Sant'Eulalia apparteneva al Comune di Treviso e, benché inquadrata nella diocesi di Padova, vi sussistevano numerose proprietà del vescovo di Treviso (tra i suoi feudatari spiccano i da Romano e i da Camposampiero). Secondo alcuni, il paese assunse anche importanza militare con l'erezione di un castello di cui però non resta traccia.
Alla metà del Duecento, tramontati i da Romano, Sant'Eulalia seguì le sorti di tutto il Trevigiano, passando definitivamente alla Serenissima sul finire del Trecento.
Il periodo veneziano non fu segnato da vicende storiche di rilievo, ad eccezione del tragico terremoto di Santa Costanza del 1695: su centoventi abitazioni, trenta furono rase al suolo e le altre risultarono inagibili.
Le riforme amministrative seguite alla caduta della Repubblica e all'avvento di Napoleone collocarono il paese nel Comune di Borso con Sant'Ilaria, che, con l'incorporazione di Semonzo nel 1808, assunse l'odierna organizzazione.

## Monumenti e luoghi d'interesse
Sant'Eulalia presenta un centro storico suggestivo che è riuscito a mantenere antiche costruzioni dalle caratteristiche linee architettoniche. Sotto questo punto di vista è particolarmente interessante via Crosera, specialmente presso la confluenza di via Vecchia del Molinetto.
Alle abitazioni "comuni" si aggiungono anche alcune dimore signorili. Ne è un esempio Ca' Fornari, Celotto, all'incrocio tra via Crosera e via Duca, vecchia residenza dei Fornari, una famiglia locale che verso la metà del Seicento venne ammessa al Consiglio nobile di Asolo. Il ramo asolano si estinse sul finire dell'Ottocento, mentre la linea di Sant'Eulalia sopravvisse sino agli anni 1940. Su una parete di casa Tonellotto, antica adiacenza del complesso, è affrescata una meridiana settecentesca con i segni zodiacali.
Altra peculiarità sono le varie edicole votive sparse per il paese, delle quali va citato il capitello di Ca' Fabbian, recentemente restaurato, con la Vergine in trono tra i santi Antonio e Francesco e l'iscrizione «Io Giov. IX-VII» (l'anno è stato cancellato, ma si può collocare Seicento). Si aggiunge poi il sacello della Vergine della Salute, disegnato da Fausto Scudo su iniziativa di Teresa Mazzarollo e consacrato nel 1932.
La piazza di Sant'Eulalia, intitolata a Giuseppe Garibaldi, in passato era dominata dall'antico palazzo Pistorello, abbattuto nel 1985. Vi si trova il monumento ai caduti, inaugurato nel 1933; fu realizzato con un grosso masso recante una croce che gli abitanti trascinarono qui da Cassanego, e si completa con una scultura di Francesco Rebesco raffigurante un alpino.
Degna di nota, lungo via Asolana, la casa di fra Raffaello da Sant'Eulalia (al secolo Raffaello Ziliotto), ministro provinciale dei Cappuccini della provincia veneta dal 1665 al 1668 e dal 1675 alla morte, sopraggiunta nello stesso anno. Sulla parete si conservano, gravemente danneggiate, due affreschi raffiguranti il Crocifisso fra i santi Bonaventura e Francesco e l'Annunciazione.
Discosta dal centro abitato, nelle campagne a sud, è villa Melchiori, Pradelli, complesso costituito, oltre che dalla casa padronale, dall'oratorio privato e dalla barchessa.

### Chiesa parrocchiale
Collocata in posizione sopraelevata poco più a nord della piazza, fu costruita nel 1773-1794 su progetto di Antonio Gaidon, in sostituzione dell'antichissima pieve di San Cassiano che sorgeva in corrispondenza del campo sportivo. Le forme sono quelle neoclassiche tipiche del periodo, con la facciata caratterizzata da quattro colonne di ordine corinzio a reggere il timpano triangolare.
L'interno è ornato da preziosi stucchi di fattura veneziana. Delle opere pittoriche, si citano anzitutto le pale d'altare: il Martirio di Sant'Eulalia di Andrea Zanoni (nato nel 1669), i Santi Antonio e Carlo Borromeo di Giovanni Martino de Bonis (1753-1810), il San Cassiano martirizzato dai discepoli dello stesso autore (1803) e Cristo ascendente al cielo con i Santi Giustina, Giovanni evangelista e Prosdocimo ai piedi di Giacomo Apollonio (1584-1654). Si aggiungono, lungo le pareti, le tele Sosta della Sacra Famiglia nella fuga in Egitto, Madonna in trono con san Luigi e angeli e San Giovanni evangelista, tutte opere di anonimi.
L'altare maggiore è impreziosito da un paliotto di Francesco Bonazza raffigurante l'Ultima cena (XVIII secolo).
L'organo, di Gaetano Callido, si trovava in origine dall'antica parrocchiale di Possagno, abbattuta con la costruzione del noto Tempio. Fu donato da mons. Giovanni Battista Sartori, fratellastro di Antonio Canova.
In una stanza annessa alla sagrestia della parrocchiale è custodito il sarcofago del veterano romano Caio Vettonio Fabia Massimo, rinvenuto tra le rovine dell'antica pieve di San Cassiano. Sulla tomba è riportata un'iscrizione in cui il defunto raccomandava agli abitanti del pagus Misquilis, probabilmente corrispondente alla pedemontana del Grappa, di onorare periodicamente la propria sepoltura con un'offerta di rose mediante un suo lascito di cento sesterzi.